# José De Peuter
José De Peuter (Herentals, 11 juni 1923 - aldaar, 5 december 2009) was een Belgisch magistraat en lector aan de Katholieke Universiteit Leuven.

## Biografie
Hij promoveerde in 1946 tot doctor in de rechten en licentiaat in het notariaat en in 1947 tot licentiaat in de politieke en administratieve wetenschappen aan de Katholieke Universiteit Leuven. Vervolgens was hij advocaat-stagiair aan de balie van Antwerpen en advocaat aan de balie van Turnhout bij zijn vader, CVP-politicus Leo De Peuter, die provincieraadslid van Antwerpen, volksvertegenwoordiger en burgemeester van Herentals was.
Hij werd achtereenvolgens substituut-procureur des Konings in Turnhout in 1953, eerste substituut-procureur des Konings in Turnhout in 1969, raadsheer in het hof van beroep in Antwerpen in 1974 en raadsheer in het Hof van Cassatie in 1983. Bij dit laatste Hof werd hij in 1992 afdelingsvoorzitter en ging hij met emeritaat in 1993. Bovendien was hij actief bij het Benelux-Gerechtshof, vanaf 1989 als plaatsvervangend rechter en vanaf 1992 als effectief rechter.
Vanaf 1980 doceerde De Peuter tevens strafrecht aan de KU Leuven.